# Final Fantasy XIV: Endwalker
Final Fantasy XIV: Endwalker est la quatrième extension de Final Fantasy XIV, un jeu de rôle en ligne massivement multijoueur (MMORPG) développé et publié par Square Enix pour macOS, PlayStation 4, PlayStation 5 et Windows. Elle est sortie le 7 décembre 2021, plus de deux ans après Shadowbringers, l'extension précédente, à cause de retards dans la production causés par la pandémie de COVID-19. Comme pour les extensions précédentes, Naoki Yoshida est le réalisateur et producteur tandis que Masayoshi Soken compose la bande originale. L'extension est commercialisée en tant que produit autonome pour les joueurs possédant déjà les extensions précédentes alors que l'édition complète permettant l'achat de toutes les extensions depuis Heavensward a été mise à jour pour inclure Endwalker.
Dans Final Fantasy XIV: Endwalker, le Guerrier de la Lumière se rend dans la nation insulaire de Sharlayan dans l'espoir d'obtenir de l'aide alors que se profilent les Derniers Jours, une apocalypse menaçant de détruire le monde entier. Dans le même temps, Zenos, le fol héritier de l'ancien empereur de Garlemald, cherche sans relâche une confrontation à mort avec le GdL après avoir assassiné son père. Il est assisté dans cette quête par l'Ascien nihiliste Fandaniel, qui souhaite voire toute existence, y compris la sienne, disparaître lors de l'apocalypse. Cette extension a été présentée comme la conclusion de l'arc Hydaelyn-Zordiarche, parachevant la trame en cours depuis A Realm Reborn alors que la toute nouvelle intrigue des extensions suivantes sera mise en place dès le premier patch contrairement aux scénarios des extensions précédentes qui se poursuivaient habituellement jusqu'à la moitié des patchs post-extension. En plus d'introduire de nouvelles zones, Endwalker fait augmenter le niveau maximum jusqu'à 90 et fait apparaître deux nouveaux jobs, le sage et le faucheur, entre autres nouveautés.
À l'instar de l'extension précédente Shadowbringers, Endwalker a été vivement acclamée par la critique grâce à la conclusion jugée satisfaisante apportée à toute la trame remontant à A Realm Reborn.

## Système de jeu
Le gameplay et la structure de quêtes de Endwalker correspondent en grande partie à ceux du jeu de base. Comme dans la plupart des jeux de rôle en ligne massivement multijoueur (MMORPG), les joueurs interagissent les uns avec les autres dans un monde persistant qui répond à leurs actions. En raison de problèmes récurrents avec les valeurs numériques, telles que les barres de vie des ennemis qui deviennent suffisamment grandes pour provoquer des erreurs d'opérande, un « stat squish », nom familièrement attribué aux réductions numériques par les joueurs de MMORPG, est intégré à la sortie d'Endwalker. Deux nouvelles classes de combats ont également été introduites. L'une est un soigneur, le sage, qui exploite des armes magiques appelées noulithes (inspirées de la franchise Gundam) pour concentrer l'énergie éthérée et créer des barrières de protection ou bien amplifier ses propres capacités offensives. L'autre est un combattant au corps à corps, le faucheur, qui manie une faux en acier et invoque un avatar du néant pour combattre à ses côtés. De nombreux anciens jobs ont été modifiés, notamment l'invocateur qui a connu une refonte totale ou encore le moine dont de nombreuses capacités ont été remplacées par des nouvelles.
Une refonte du mode joueur contre joueur (PvP) a également été menée à la sortie de l'extension dont le gameplay a été entièrement retravaillé et rationnalisé. Un nouveau mode de PvP « à échelle réduite » appelé Crystalline Conflict a été lancé en même temps que le patch 6.1 et la fermeture de The Feast, dont toutes les récompenses peuvent désormais être obtenues avec le nouveau mode.
Le personnage d'Estinien, qui rejoint officiellement les Héritiers de la Septième Aube peu avant le début d'Endwalker, est intégré au système d'adjuration implémenté dans Shadowbringers et les patchs ultérieurs ont également ajouté la possibilité d'explorer les donjons de A Realm Reborn, Heavensward et Stormblood avec des PNJ alliés afin que l'intégralité de la quête principale du jeu puisse être faite en solo. Parmi les autres ajouts majeurs ayant suivi la sortie de l'extension figurent les raids à 24 jours du Domaine divin, dont la thématique tourne autour des mythes et légendes relatives aux douze divinités vénérées par les peuples d'Éorzéa, et les raids à 8 jours du Pandæmonium, dont l'intrigue se déroule en un lieu extrêmement mystérieux faisant la lumière sur le passé de Lahabrea, vieil antagoniste des extensions précédentes. Le processus de modification des quêtes du début du jeu amorcé dès Shadowbringers se poursuit et voit le défi du « Cap Vendouest » être remplacé par une instance solo, alors que les donjons « Castrum Meridianum » et « Le Prætorium » sont raccourcis et rationnalisés ; les deux boss finaux de ce dernier donjon, à savoir l'Ultima Arma et Lahabrea, ont été séparés pour devenir respectivement un défi et une instance solo.
Le patch 6.2 introduit la Félicité insulaire, un mode de jeu de gestion agricole où les joueurs ont la possibilité d'entretenir des champs, élever du bétail et interagir avec leurs animaux de compagnie sur une île déserte. Cette fonctionnalité a été conçue pour apporter une touche plus relaxante au jeu, où le joueur progresse à son rythme sans subir la moindre pression ou compétition de la part d'autrui. Il n'y a par ailleurs pas seulement les quêtes du début du jeu ont été remaniées puisque le défi des « Marches de la Foi » a également été remplacé par une instance solo et les mécanismes des boss de plusieurs donjons, notamment « L'Aire », ont été remaniés. À partir du patch 6.1, un nouveau quartier résidentiel a été créé pour les joueurs dans la cité-État d'Ishgard, Empyrée. Une nouvelle méthode d'acquisition de logement basée sur une loterie a été implémentée, privilégiant les guildes de joueurs, les Compagnies Libres, pour atténuer les inquiétudes des joueurs concernant les problèmes de disponibilité avec le système préexistant. Avec le patch 6.18, le système de voyage inter-serveur a été amélioré pour permettre aux joueurs de visiter les autres centres de données de leur région, augmentant considérablement le nombre de joueurs avec lesquels interagir. De nouveaux centres de données ont été ouverts en Océanie, permettant aux joueurs australiens et néo-zélandais, auparavant contraint de se connecter sur les centres de données destinés au Japon, de bénéficier d'une meilleure connexion.

## Trame

### Histoire
Le scénario d'Endwalker s'ouvre alors que le Guerrier de la Lumière et les Héritiers de la Septième Aube naviguent ensemble vers la Vieille Sharlayan. En chemin, le protagoniste discute avec une femme, qui se révèle être Hydaelyn et tente de le rassurer de la sincérité de ses intentions malgré le fait qu'elle lui ait caché sa nature primordiale. Arrivés à destination, les Héritiers se scindent en deux groupes. Le premier reste à Sharlayan, permettant au GdL de se familiariser avec la ville. Au cours de leur enquête, Hydaelyn prend temporairement possession du corps de Krile et offre au GdL une fleur qui se met à briller au contact d'émotions fortes. Les Héritiers apprennent du glaneur Erenville que le Conseil de Sharlayan, qui gouverne la cité, s'est davantage consacré à l'étude de la mer éthérée dernièrement et a accéléré ses efforts pour rassembler les spécimens et les connaissances de la nature. Le Conseil intervient et somme les Héritiers de stopper leur enquête et menace de les bannir de la cité.
L'autre groupe se rend à Thavnair à la rencontre de ses célèbres alchimistes qui consacrent leurs recherches au développement d'un remède contre la subjugation. Ils découvrent que le dragon Vrtra règne sur l'île de Thavnair depuis des millénaires, dissimulant son identité derrière la figure d'un satrape fantoche. Pendant qu'elle teste une potion de protection fabriquée à l'aide des écailles de Vrtra, l'alchimiste Nidhana est capturée par Fandaniel qui révèle être la réincarnation du technologue allagois Amon, ayant placé un clone de lui-même à l'intérieur de la Tour de Cristal avec l'autorisation d'Emet-Selch. Protégés par les écailles de dragon, les Héritiers pénètrent dans la tour et parviennent à sauver Nidhana avant de détruire l'édifice.
Immunisés face à la subjugation, les Héritiers font marche sur les ruines de Garlemald aux côtés d'un détachement des Grandes Compagnies. Les survivants garlemaldais peinent à accepter l'aide de leurs ennemis de longue date mais finissent par s'y résoudre. Les Héritiers partent ensuite à l'assaut de la Tour de Babil où ils viennent à bout d'Anima, primordial né de la chair du cadavre de l'empereur Varys et qui a subjugué la majorité des habitants de Garlemald. La destruction d'Anima intervient néanmoins trop tard car ce dernier a canalisé suffisamment d'éther pour endommager fortement le sceau retenant Zordiarche emprisonné ; Fandaniel et Zenos se rendent alors sur la Lune pour libérer le primordial de ses chaînes. Hydaelyn intervient de nouveau par l'intermédiaire de Krile et demande au GdL de les poursuivre, trop tard encore une fois : Zordiarche est libéré. Fandaniel trahit alors sa promesse faite à Zenos et fusionne avec l'ancien primordial pour affronter le GdL. Malgré sa défaite, Fandaniel peut mettre son plan à exécution car son suicide et celui de Zordiarche entraînent le retour des Derniers Jours. Zenos s'éclipse, peu disposé à se battre en duel contre le GdL alors que celui-ci est distrait par l'apocalypse naissante.
Les Héritiers se joignent au GdL et font la connaissance du Veilleur sélénien, un serviteur créé par Hydaelyn qui leur explique que la Lune est supposée servir d'arche à l'humanité si jamais les Derniers Jours devaient se produire à nouveau. Lorsque le GdL l'interroge au sujet de la fleur que lui a donnée Hydaelyn, il lui ordonne de se souvenir qu'il s'agit d'une « elpis ». Le groupe découvre ensuite qu'Hydaelyn a également créé les Loporrites, des lapins travaillant de concert pour préparer la Lune à accueillir les réfugiés d' « Ætherys », le nom antique de l'Étoile (au sens de corps céleste, en l'occurrence une planète) sur laquelle ils vivent, mais ces derniers ignorent terriblement ce qu'est devenue l'Ætherys moderne et les coutumes de ses habitants, ce qui complique leurs préparatifs. Les Loporrites déclarent qu'en cas de destruction du monde primitif, tous ses reflets ainsi que la totalité de leurs habitants ne pourront malheureusement pas être sauvés. Les Héritiers finissent par persuader les Loporrites d'envisager d'autres options pour sauver l'humanité.
Des monstruosités semblables à celles des Derniers Jours de l'Ancien Monde commencent à semer la terreur à Thavnair, où les Héritiers se précipitent. Ces créatures se manifestent en réponse à la résignation de personnes consumées par le désespoir dont elles vont jusqu'à effacer les âmes. Le satrape lui-même meurt en protégeant Thavnair, contraignant Vrtra à se révéler sous sa véritable apparence aux yeux de tous. Pendant ce temps, le Conseil de Sharlayan proclame officiellement l'évacuation de l'Étoile et encourage l'humanité tout entière à se préparer.
Le GdL se rend dans le Premier Reflet pour consulter l'esprit d'Elidibus au sujet de son « elpis » et des Derniers Jours. Ce dernier lui répond que « Elpis » est le nom du lieu où les Anciens créaient de nouveaux concepts de vie puis les testaient pour juger s'ils seraient profitables ou non à la planète. Soudainement, il se souvient d'avoir aperçu le GdL à Elpis avant la fragmentation du Monde en reflets et consomme ce qu'il lui reste d'énergie vitale pour renvoyer le héros dans ce très lointain passé partir à la recherche d'Hermès, l'identité originelle de Fandaniel avant qu'il ne prenne son siège au Concile des Quatorze. Là, le GdL rencontre Emet-Selch, Hythlodaeus et Venat, l'ancienne Azem. Bien qu'ils le prennent tous pour un familier au départ, il se voit obligé de leur expliquer sa mission ; les Anciens, profondément perturbés par le récit du GdL, consentent à l'aider.
Ils partent ensemble à la recherche d'Hermès et de sa création empathique, Météion, liée à un collectif de sœurs identiques ("les Météions") envoyées vers des étoiles lointaines grâce au dynamis, une énergie qui puise sa force dans les émotions, pour demander aux autres civilisations ce qui donne un sens à leur vie. Hélas, les Météions ne découvrent que des mondes morts ou mourants à leur arrivée et en tirent la conclusion logique que la vie n'est que souffrance et qu'elle devrait prendre fin. Excédé par l'anthropocentrisme désinvolte de ses semblables et souhaitant tester la valeur de l'humanité une bonne fois pour toutes, Hermès permet à Météion de rejoindre ses sœurs aux confins de l'univers pour y déclencher les Derniers Jours. Il tente ensuite d'effacer la mémoire de toutes les personnes témoins de la scène mais le GdL et Venat parviennent à s'enfuir avant qu'il ne puisse exécuter son sortilège. Emet-Selch, Hythlodaeus ainsi qu'Hermès lui-même oublient tout de l'événement crucial qui vient de se produire tandis que le GdL retourne dans le temps présent et Venat se prépare à affronter seule la catastrophe, finissant par fragmenter le monde en 13 reflets sous le nom d'Hydaelyn.
Au retour du GdL à Sharlayan, Alphinaud est parvenu à obtenir la coopération du Conseil et Fourchenault se réconcilie avec ses enfants. Il conduit alors les Héritiers au Prisme de l'Aitia, d'où ils peuvent pénétrer physiquement dans la mer éthérée. Après avoir vaincu l'âme d'Amon, le groupe atteint Hydaelyn. Cette dernière les accueille chaleureusement puis leur annonce son plan millénaire pour mettre fin aux Derniers Jours, mais les Héritiers devront d'abord l'affronter pour prouver qu'ils seront capables de mettre un plan d'une telle envergure à exécution. Les héros sortent victorieux de cette confrontation et Hydaelyn confie au GdL ses pouvoirs ainsi qu'un cristal pointant dans la direction du nid des Météions. Avant de s'éteindre, elle révèle au groupe que le Cristal-Mère est un vaste dépôt d'éther qui s'est accumulé depuis la fragmentation du monde et que seule son énergie sera assez puissante pour se rendre jusqu'aux confins de l'univers. Son objectif finalement accompli, Hydaelyn cesse d'exister. Le destin de l'humanité est entièrement entre les mains des Héritiers de la Septième Aube.
Le groupe embarque alors à bord du Ragnarok, le vaisseau d'évacuation que le Conseil de Sharlayan préparait secrètement depuis des décennies. À l'aide des tribus d'hommes-bêtes non subjuguées et des Loporrites, ils invoquent une multitude de primordiaux pour alimenter l'énergie du Ragnarok, à bord duquel les Héritiers atteignent les confins de l'univers : Ultima Thulé. Avant leur atterrissage, Météion intercepte le vaisseau et manque de tuer tous ses occupants d'asphyxie lorsque Thancred se sacrifie pour rendre l'air d'Ultima Thulé respirable. Les Héritiers cheminent ensuite parmi les spectres des mondes morts visités par Météion. Un à un, ils se sacrifient à leur tour pour que les autres puissent progresser et bientôt il ne reste plus que le GdL, seul. Face à Météion, il brandit son cristal d'Azem renforcé par la Lumière d'Hydaelyn pour invoquer Emet-Selch et Hythlodaeus, qui d'un claquement de doigt font fleurir un champ d'elpis rayonnant d'espoir, permettant de ressusciter les Héritiers de la Septième Aube et restaurant au passage la personnalité d'origine de Météion. Elle leur supplie alors d'arrêter ses sœurs. L'existence d'Hythlodaeus et d'Emet-Selch touche à sa fin ; ce dernier, constatant la mine affligée du GdL, lui assure qu'un nombre incalculable d'aventures l'attendent encore.
Les Héritiers poursuivent Météion à travers les souvenirs des apocalypses dont elle a eu le malheur de témoigner. Toutes ses sœurs fusionnent pour donner naissance au Chantre de l'Anéantissement, qui neutralise sans peine chacun des Héritiers. Le GdL téléporte alors ses camarades en lieu sûr et, avec l'aide inattendue de Zenos sous la forme de Shinryu, il vient à bout de l'entité élégiaque. Météion se retrouve dans les souvenirs du GdL et, réalisant que la question d'Hermès n'a pas de réponse unique, elle est apaisée et s'en va. Zenos apporte sa propre réponse : c'est selon lui le conflit qui donne un sens à la vie et il affirme que le GdL ressent la même chose. Les deux ennemis s'affrontent une dernière fois et c'est de justesse que le protagoniste vainc Zenos, qui rend son dernier souffle. Agonisant, le héros est téléporté sur la planète et réanimé. Les Derniers Jours sont derrière eux, la paix est de retour sur l'Étoile, les Héritiers de la Septième Aube dissolvent officiellement leur organisation mais restent secrètement en contact pour se retrouver si le besoin s'en fait sentir.

#### Nouvelles aventures
Inspiré par les derniers mots d'Emet-Selch, le GdL décide d'aider Estinien dans sa recherche d'un trésor sous-marin légendaire près de Thavnair et est rejoint par Y'shtola, G'raha Tia et Urianger. Ensemble, ils parviennent à le trouver et découvrent qu'il s'agit du fonds d'urgence de Vrtra. Estinien incite alors le dragon ancien à l'utiliser pour soutenir la reconstruction post-apocalyptique et créer un orphelinat. Toutefois, les découvertes du groupe ne s'arrêtent pas là puisqu'une fissure conduisant au Néant, le Treizième Reflet, se trouve dans la salle du trésor. Vrtra cherchait autrefois à l'agrandir pour retrouver Azdaja, sa sœur bien-aimée. Cette dernière aurait traversé une porte du Néant allagoise pour mettre fin à l'invasion de Méracydia par les envoyés de cette dimension maudite. Vrtra admet avoir renoncé à ses recherches depuis longtemps mais le GdL et ses alliés ravivent ses espoirs. Pendant ce temps, une silhouette en armure fomente un plan pour envahir le monde primitif.
Les alchimistes façonnent un nouvel avatar de taille adulte pour permettre à Vrtra de franchir la porte du Néant. À la recherche d'Azdaja, le groupe explore un château où ils vainquent Scarmiglione, l'archidémon de la Terre. Ils rencontrent ensuite l'ancien avatar de faucheur dont s'était emparé Zenos, révélé par la Lumière du pouvoir d'Hydaelyn comme étant à la fois une femme humaine et une créature du Néant. En échange d'une faible dose de l'éther de ses interlocuteurs, elle leur partage son histoire : elle a été exposée aux Ténèbres dès avant sa naissance dans le contexte d'un conflit nommé "la guerre des Contre-Mémorias". Y'shtola baptise cette femme "Zéro" pour marquer sa distinction des autres entités du Néant. Scarmiglione réapparaît alors, leur révélant que la mort n'existe pas dans le Treizième Reflet. Y'shtola constate en effet que la surabondance de Ténèbres empêche les âmes de voyager jusqu'à la mer éthérée. Ce n'est qu'à l'aide du pouvoir de cristallisation que possède Zéro, le "mémoria", que le groupe parvient à se débarrasser définitivement de l'archidémon.
L'Écho révèle au GdL qu'Azdaja a été capturée par Golbez, la silhouette en armure, et qu'elle est peut-être encore en vie. De son côté, Golbez apprend la défaite de Scarmiglione et requiert l'aide de Barbariccia, l'archidémon de l'Air. Le groupe réitère alors son exploit : le GdL vainc Barbariccia et Zéro la cristallise mais finit par s'effondrer sous l'effet du surmenage. Contraint de retourner dans le monde primitif, le groupe emmène Zéro afin qu'elle puisse récupérer.
Alors que Zéro se rétablit dans le monde primitif, elle offre à ses sauveurs une légende sur le Treizième Reflet en guise de remerciement. Les habitants de son monde vivaient en paix jusqu'à ce que les Asciens leur apprennent l'invocation des primordiaux, appelés "Eidolons" dans leur langue. Les Mémoriates, tels que Zéro et sa mère, triomphèrent de ses invocations et rétablirent temporairement la paix dans leur monde. Malheureusement, les Ténèbres contenues dans les mémorias se libérèrent et corrompirent ces cristaux qui se retournèrent contre leurs propriétaires, les poussant à s'affronter les uns les autres : la guerre des Contre-Mémorias. Le chaos qui s'ensuivit déclencha un Déluge de Ténèbres, effaçant la terre et transformant leur dimension en ce qui est devenu le Néant. À la grande surprise de Zéro, le groupe s'engage alors à restaurer son monde d'origine.
Tous se préparent à retourner dans le Néant lorsque Vrtra ressent la présence d'Azdaja au sein du monde primitif, qu'il localise à Garlemald. Ils y retrouvent alors Alphinaud et Alisaie et apprennent qu'une horde d'envoyés du Néant s'est rassemblée dans un ancien village de faucheurs dans les montagnes, qu'ils rallient à l'aide d'ingénieurs garlemaldais. Ils y tuent alors Cagnazzo, l'archidémon de l'Eau, et découvrent que ce dernier les a attirés ici en utilisant l'œil d'Azdaja pour ouvrir une porte du Néant. Le groupe récupère l'œil sans vie en espérant qu'il les mettra sur la bonne piste.
De retour à Thavnair, les alliés se rendent compte que Cagnazzo n'était qu'une diversion pour permettre à Rubicante, l'archidémon du Feu, de pénétrer dans le monde primitif via la porte du Néant du Legs d'Alzadaal et de la détruire. Le GdL vainc ensuite le dernier archidémon qui lui révèle dans une vision d'Écho que c'est après avoir appris les machinations des Asciens et l'existence des autres reflets que Golbez s'est mis en tête d'envahir le monde primitif afin que les envoyés du Néant puissent accéder à la mer éthérée. Alors qu'il est sur le point de succomber, Rubicante oriente le GdL vers la Lune du Treizième Reflet. Les plans de Golbez visant à réunifier le monde primitif et le Treizième Reflet provoquerait une nouvelle calamité, ce à quoi le groupe cherche à remédier et doit se remettre en quête d'un nouveau passage vers le Néant pour l'en empêcher.
Le GdL et ses camarades prévoient d'exploiter l'éther persistant de Zordiarche sur la Lune pour créer une porte du Néant menant directement vers la Lune du Treizième Reflet. Arrivé sur le satellite, Vrtra retrouve sa sœur mais Golbez la transforme en entité du Néant sous ses yeux. Le GdL doit alors combattre Golbez et Azdaja ensemble mais, alors que la victoire est à portée de main, Golbez fusionne Azdaja avec l'éther de Zordiarche pour créer une entité extrêmement puissante du nom de "Zeromus". Zéro se révèle incapable de cristalliser Zeromus avec son mémoria, contraignant le groupe à fuir la Lune. Le GdL, accompagné par Zéro, se rend alors dans le Premier Reflet afin de demander à Ryne de les aider à affaiblir les Ténèbres de Zeromus en exploitant ses pouvoirs de Lumière.
Après avoir absorbé suffisamment de Lumière, Zéro, accompagnée par Vrtra et leurs alliés, retourne au repaire de Golbez. Ce dernier leur révèle son passé : né Durante, il a pris le nom sous lequel on le connaît aujourd'hui après avoir été forcé de tuer son ami corrompu par les mémorias. Dans son désespoir, il a été manipulé par l'Ascienne Igeyorhm pour massacrer le Veilleur sélénien du Treizième Reflet et déclencher le Déluge de Ténèbres. Zéro convainc Golbez de cesser ses agissements et de chercher un moyen de sauver son monde sans pour autant en sacrifier un autre. Ainsi, c'est avec l'aide de Golbez que le GdL vainc Zeromus et sauve Azdaja ; Vrtra se sépare de l'un de ses yeux pour offrir une nouvelle enveloppe charnelle à sa sœur. Quant aux Ténèbres de Zeromus, elles sont confiées à Ryne dans l'espoir qu'elle puisse un jour rendre vie à l'intégralité du Premier Reflet tandis que Zéro et Golbez décident de demeurer ensemble sur le Treizième Reflet à chercher un moyen d'y rétablir l'équilibre entre Lumière et Ténèbres. Quelque temps plus tard, Wuk Lamat, la fille du roi de Tural, débarque à Sharlayan pour solliciter l'aide du GdL pour traverser l'épreuve du rite de succession au trône de Tuliyollal avec Krile, Erenville, Alphinaud et Alisaie. Parallèlement à ça, Thancred et Urianger sont recrutés par un autre prétendant au trône tandis qu'Estinien se rend seul au Tural.

## Développement
La planification de Endwalker a commencé quelques mois avant la sortie de l'extension précédente, Shadowbringers, impliquant une mise en retrait afin d'élaborer une nouvelle trame de la part du producteur et réalisateur Naoki Yoshida ainsi que des principaux scénaristes, Natsuko Ishikawa et Banri Oda. Le scénario est finalisé pour le mois d'octobre 2019. Le processus de développement d'une nouvelle extension consiste habituellement à exposer en détail la progression de la quête principale tout en catégorisant ces nouveaux éléments afin que les développeurs ne confondent pas le contenu du patch et le contenu de l'extension qui étaient créés simultanément,. Les extensions de Final Fantasy XIV sont conçues pour rivaliser avec les RPG hors ligne en termes de longueur et de contenu. Environ 70 % du temps de développement est consacré aux fonctionnalités et nouveautés communes à chaque extensions comme les nouveaux donjons ou les nouveaux jobs, et les 30 % restants sont consacrés au développement des fonctionnalités inédites, par exemple le développement de la version PlayStation 5. Cette version tire parti de la mémoire vive plus importante de la console pour améliorer les temps de chargement et comprend des graphismes de meilleure qualité, la prise en charge des vibrations du contrôleur DualSense et un son amélioré,. Avec l'achèvement de la version PlayStation 5, une version Xbox est entrée en développement actif.
Le développement d'Endwalker a été retardé par la pandémie de COVID-19. Square Enix a dû passer en travail à distance au mois d'avril 2020 en raison de l'état d'urgence déclaré à Tokyo. L'un des principaux obstacles au développement était l'impossibilité de se connecter à distance aux serveurs internes pour les tests de bugs. L'équipe d'assurance qualité a reconfiguré le bureau pour respecter les règles de distanciation sociale. L'équipe de développement avait retrouvé 90 % de son efficacité initiale en juin. Prévue à l'horizon du troisième trimestre 2021, la sortie d'Endwalker est reportée au quatrième trimestre de la même année.
Les extensions de Final Fantasy XIV sont traditionnellement annoncées lors du Fan Festival, une convention biennale qui se déroule à la fois au Japon, en Amérique du Nord et en Europe, mais ces événements ont été annulés en raison de la pandémie de COVID-19. À la place, Square Enix a annoncé l'extension lors d'une présentation en live en février 2021 et a publié des informations supplémentaires lors d'un « Fan Festival Around the World » numérique en mai. Ce dernier comprenait des diffusions en direct de concerts et des entretiens avec les développeurs,. Yoshida a choisi l'occasion du Fan Festival numérique pour tomber entre les deux mises à jour faisant progresser la quête principale du patch 5.5 de Shadowbringers afin d'encourager les spéculations quant à l'intrigue d'Endwalker.
Yoshida a décrit l'histoire d'Endwalker comme étant la conclusion de l'arc « Hydaelyn–Zordiarche » qui a commencé avec A Realm Reborn en 2013. La décision de conclure cet arc de longue date est survenue après le succès de l'extension Stormblood en 2017 qui a assuré un financement plus important pour le jeu dans son ensemble. Contrairement aux extensions précédentes où l'histoire principale se poursuit dans le contenu ajouté dans les patchs, l'intrigue d'Endwalker se dénoue à la fin de l'extension elle-même et le contenu du patch a lancé un nouvel arc narratif. L'équipe de développement dispose d'une feuille de route préliminaire pour au moins cinq ans de contenu au-delà d'Endwalker.
Shadowbringers a introduit les Viéras et les Hrothgars comme races jouables dans le jeu, mais en raison de contraintes de temps et de ressources, un seul sexe de chaque race était alors disponible. Endwalker a de son côté introduit les Viéras mâles, tandis que les Hrothgars femelles seront, quant à elles, introduites dans l'extension suivante, Dawntrail. L'équipe de développement a pu mettre en œuvre ces ajouts en exploitant les 30 % du temps pour répondre à cette demande émanant de la part d'énormément de joueurs. L'équipe a également inclus plus d'options de coiffure pour les Viéras et les Hrothgars, et annonce que d'autres encore seront disponibles dans le futur.

### Patchs
| Mise à jour | Titre                     | Date de sortie  | Notes |
| ----------- | ------------------------- | --------------- | --- |
| 6.0         | Endwalker                 | 7 décembre 2021 | Le contenu hebdomadaire limité n'était pas encore mis à disposition au lancement de l'extension afin de permettre aux joueurs de progresser dans l'histoire à leur rythme. Le raid des Limbes du Pandæmonium est introduit deux semaines après le lancement de l'extension avec un mode Sadique encore deux semaines après. Dans le scénario de ce raid, le GdL se voit remettre un cristal de mémoire par un chercheur du Labyrinthos nommé Claudien, le menant à Elpis pour enquêter sur un lugubre établissement installé profondément sous la terre, le Pandæmonium, aux côtés de Thémis, la vie passé d'Elidibus. En pénétrant à l'intérieur de l'édifice, ils sont attaqués par le gardien des lieux et fils de Lahabrea, Érichtonios, qui rejoint le groupe après avoir repris ses esprits et révèle que des bêtes retenues captives dans les Limbes se sont libérées. Le trio soumet alors deux créatures avant de découvrir l'origine du chaos régnant dans les Limbes, le grand geôlier Hespéros. Ce dernier, une fois vaincu par le GdL, préfère mettre fin à ses jours plutôt que d'être capturé alors que Thémis pressent déjà que le mal est enfoui encore plus profondément dans le Purgatoire du Pandæmonium. |
| 6.1         | Newfound Adventure        | 12 avril 2022   | La principale nouveauté de ce patch est l'introduction du premier raid de la série du Domaine divin, Aglaé. Le GdL et les Élèves de Baldesion, accompagnés d'un explorateur nommé Deryk, découvrent l'Omphalos, un sanctuaire abandonné mais toujours habité par des êtres prétendant être les Douze, les divinités gardiennes d'Éorzéa, et exprimant leur intention de remplacer la défunte Hydaelyn en tant que volonté de l'Étoile. Un groupe d'aventuriers mené par le GdL défait alors les quatre premiers membres de leur panthéon, après quoi les dieux révèlent que leur intention précédemment exprimée était un mensonge pour inciter le GdL à les affronter et que les Douze invoqués à la veille du Septième Fléau n'étaient que des primordiaux nés du souhait des Héritiers de sauver Éorzéa. Ils encouragent ensuite le GdL à se mesurer aux autres déités de leur panthéon. Les fonctionnalités supplémentaires de patch incluent le mode extrême du défi contre le Chantre de l'Anéantissement, La Guerre du chant des dragons (ultimate), les quêtes tribales des Arkasodaras et la possibilité pour les joueurs de voyager entre les centres de données. |
| 6.2         | Buried Memory             | 23 août 2022    | La principale nouveauté de ce patch est le raid du Purgatoire du Pandæmonium, au cours duquel le GdL, Thémis et Érichtonios s'aventurent dans le Purgatoire et croisent le chemin de Lahabrea, qu'ils pensent être à l'origine du chaos régnant au sein du Pandæmonium. Ils découvrent rapidement qu'il s'agissait en réalité d'un imposteur ; le véritable Lahabrea apparaît alors et identifie le coupable comme étant Héphaïstos, un fragment séparé de sa propre âme cherchant à ressusciter sa femme, Athéna. Au cours de sa descente dans les profondeurs du Purgatoire, alors que le groupe parvient à capturer la grande geôlière Hégémone, Érichtonios est submergé par un ardent désir de retrouver sa mère et est capturé par Héphaïstos. Le GdL et Thémis apprennent la vérité sur le meurtre d'Athéna par Lahabrea, qu'il a été contraint de tuer alors qu'elle a tenté d'exploiter l'énergie éthérée de leur fils dans ses expériences pour accéder à la divinité. Pour ce faire, Lahabrea s'est séparé de la part de son âme qui aimait sa femme plus que tout et ce fragment s'est réincarné en la personne d'Héphaïstos. Le GdL vainc ensuite ce dernier et sauve Érichtonios qui, apprenant la vérité, se réconcilie avec son père. De retour dans le présent, le GdL découvre que Claudien a disparu et que le Pandæmonium est apparu dans la mer des Étoiles. Parmi les autres nouveautés du patch, citons l'implémentation de la Félicité insulaire, des donjons à embranchements et leurs alternatives, des quêtes tribales des Omicron et de la série de quêtes pour débloquer les armes reliques des Manderville. |
| 6.3         | Gods Revel, Lands Tremble | 10 janvier 2023 | La principale nouveauté de ce patch est Euphrosyne, le deuxième raid du Domaine divin. Le GdL et les Élèves de Baldesion poursuivent leurs investigations sur les Douze en examinant le grand monument trônant au centre de l'Omphalos. Les divinités apparaissent alors et leur promettent les réponses à leur question à condition que le GdL parvienne à les vaincre, ce qu'il ne tarde pas à faire. Le groupe, accompagné par les quatre membres des Douze que le joueur a vaincu, analyse le monument et apprend qu'un treizième membre oublié appartient au panthéon. Les contenus supplémentaires du patch incluent le nouveau donjon sans fond Eurêka Orthos, le cinquième défi ultimate "Le Protocole Oméga", la suite des quêtes des armes reliques des Manderville et les quêtes tribales des Loporrites. |
| 6.4         | The Dark Throne           | 23 mai 2023     | Les raids Pandæmonium s'achèvent dans ce patch avec la sortie du Paradis du Pandæmonium. Le GdL s'interroge sur l'apparition du Pandæmonium dans le temps présent et y fait la rencontre d'une Athéna ressuscitée qui recrée les ombres d'Érichtonios et de Lahabrea à partir du cristal de mémoire. Lahabrea explique alors que sa résurrection a été rendue possible en plaçant son âme dans le Cœur de Sabik, l'auracite qui alimentait auparavant l'Ultima Arma et que Claudien a accidentellement réveillée en retrouvant la pierre sur les lieux de la mort de Lahabrea à Azys Lla. Livré à lui-même, le GdL explore seul le Pandæmonium pour la première fois et retrouve l'ombre de Thémis ressuscitée et asservie par Athéna. Après l'avoir vaincue, le GdL libère son ami de l'emprise d'Athéna ; Thémis lui révèle que Claudien n'est autre que la réincarnation contemporaine d'Érichtonios. Le GdL affronte et vainc Athéna, contrecarrant ses plans pour devenir une déesse. Cette dernière menace alors de faire disparaître la mer éthérée et tous ceux qui se trouvent à l'intérieur jusqu'à ce qu'Érichtonios décide de sacrifier son âme en réveillant les souvenirs de la vie passée de Claudien pour le libérer du contrôle mental d'Athéna. Le GdL s'en retourne dans le passé où Lahabrea découvre que c'est Hégémone, soumise par Athéna, qui a permis à Héphaïstos de faire des ravages au sein du Pandæmonium. Fusionnant avec son fragment égaré, il dissipe le sortilège d'Athéna et restaure la conscience d'Hégémone. Dans le présent, Claudien se consacre à la recherche sur le Cœur de Sabik tandis que Thémis ressasse ses aventures passées en compagnie du GdL avant de s'éteindre paisiblement. Parmi les autres nouveautés du patch, citons une nouvelle mise à jour pour le mage bleu, un nouvel itinéraire pour la pêche en haute mer en Extrême-Orient et un nouveau donjon à embranchements et ses variantes, le Mont Rokkon. |
| 6.5         | Growing Light             | 3 octobre 2023  | Publié en deux parties, ce patch conclut l'histoire post-Endwalker et prépare le terrain pour la sortie de Dawntrail. La principale nouveauté de patch est Thalie, le dernier raid en alliance du Domaine divin. Le GdL et les Élèves de Baldesion rendent visite au Veilleur sélénien et apprennent qu'il est le treizième membre des Douze, créé et chargé par Hydaelyn de surveiller le monde après la séparation des reflets. Sur l'Omphalos, Deryk se révèle être Oschon le Vagabond, qui explique que sa mission était de trouver des mortels capables d'exaucer le souhait des dieux. Le GdL et ses alliés vainquent les membres restants des Douze, après quoi les dieux fusionnent en une seule entité sous le nom d'Eulogia, défaite à son tour. Désormais convaincue que l'humanité est la légitime héritière de l'Étoile en ayant su mettre fin aux Derniers Jours, Eulogia révèle que son devoir a été accompli et retourne à la mer éthérée. Alors que les Douze se dispersent dans l'éther, Oschon, qui s'est profondément attaché à l'humanité au cours de son périple, laisse derrière lui une infime partie de son essence sous les traits de Deryk, désormais mortel. Parmi les autres nouveautés du patch, citons l'extension de l'essai gratuit qui inclut également Stormblood, le troisième donjon à embranchements et ses variantes, l'Île d'Aloalo, des collaborations avec Fall Guys et Final Fantasy XVI, ainsi que la bêta et le lancement ultérieur de la version Xbox Series X/S. |

### Musique

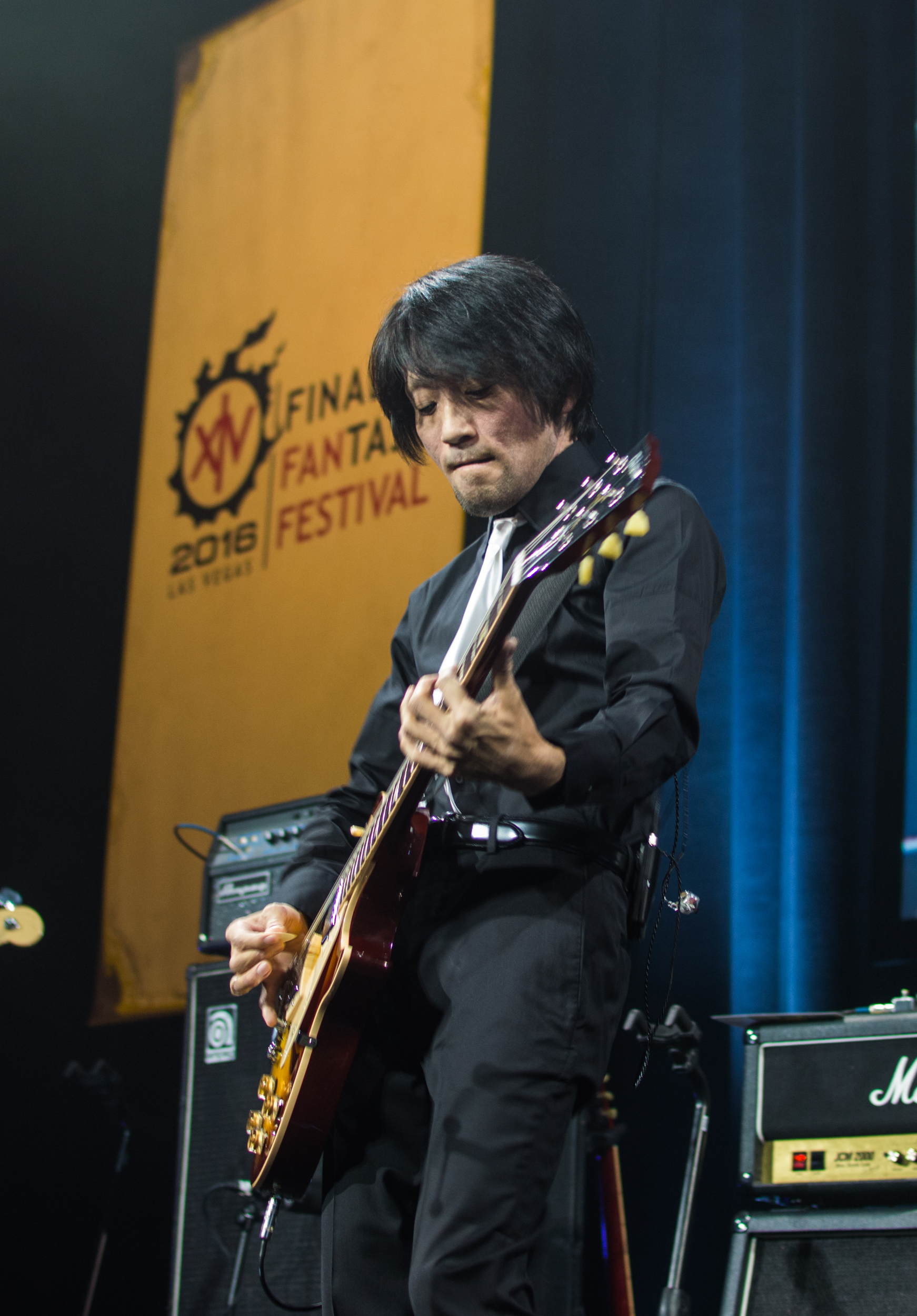
Masayoshi Soken, compositeur de la bande originale dEndwalker.

Masayoshi Soken a composé la majorité de la bande originale de l'extension en plus de ses fonctions de directeur sonore. En raison de ses problèmes de santé, Nobuo Uematsu a été invité à donner la priorité à ses autres projets et n'a pas contribué à la bande originale de l'extension. Au Fan Festival 2021, Soken a révélé qu'il suivait une chimiothérapie depuis mars 2020 et qu'il avait caché son diagnostic à la plupart des membres de l'équipe de développement. Avec le soutien de Yoshida, il a pu faire en sorte que le matériel lui soit amené à l'hôpital afin qu'il puisse composer pendant son traitement. Il a attribué la raison de son rétablissement à la composition, qui lui a donné sa « raison de vivre ». En mai 2021, sa rémission est presque complète et son médecin l'a autorisé à se produire au Fan Festival. Le thème principal de l'extension, « Footfalls », intègre des éléments du grunge et du shoegaze,. Il reprend également les motifs musicaux et les paroles de chacun des thèmes principaux des extensions précédentes pour souligner le rôle d'Endwalker en tant que conclusion de tout un arc narratif de longue haleine. Sam Carter d'Architects a prêté sa voix avec Amanda Achen, qui avait déjà chanté les chœurs des musiques de Shadowbringers.
La même année, en décembre, la musicienne Sia a repris « Fly Me to the Moon » pour promouvoir la sortie de l'extension en raison de l'un de ses thèmes principaux, la Lune. Sa performance est accompagnée d'éléments de « Prelude », un thème classique présent dans la plupart des entrées de la série Final Fantasy.

## Accueil
Selon l'agrégateur de critiques Metacritic, Endwalker a reçu un « accueil universel ».
Chris Carter de Destructoid a déclaré que joueur à Endwalker a été pour lui « une joie du début à la fin », saluant l'absence de quêtes ennuyeuses et les améliorations générales sur la qualité du jeu. GameSpot a souligné l'excellente composition des donjons et des nouveaux défis de l'extension ainsi que sa narration sérieuse tout en regrettant certains problèmes de rythme pouvant laisser l'impression d'une intrigue trop précipitée. GamesRadar+ a qualifié l'extension de « réussite historique dans le développement narratif du jeu vidéo » et considère qu'elle confirme la posture de Final Fantasy XIV comme étant « l'un des meilleurs jeux Final Fantasy jamais créés ». Leif Johnson d'IGN a salué la capacité du titre à fournir un contenu enrichissant malgré ses ressources vieillissantes, écrivant : « Rempli d'heures de cinématiques significatives et de nouvelles zones inoubliables, Endwalker marque une conclusion magistrale à l'histoire de Final Fantasy XIV telle qu'elle a existé à ce jour ». PC Gamer a qualifié les deux nouveaux jobs ajoutés de « terriblement amusants » et le récit à la fois « ambitieux » et « désordonné », affirmant que l'extension « représentait l'équipe de développement de FFXIV à son apogée ».

### Récompenses
En 2022, l'Academy of Interactive Arts and Sciences a décerné à Endwalker le prix du jeu de rôle de l'année lors de la 25e édition annuelle des DICE Awards lors de la cérémonie de remise des prix de l'année suivante, l'extension a cette fois remporté le prix du jeu en ligne de l'année. L'extension a également reçu un « Prix d'excellence » aux Japan Game Awards 2022.